# کالروو توکانن
کالروو توکانن (فنلاندی: Kalervo Tuukkanen; ۱۴ اکتبر ۱۹۰۹ – ۱۲ ژوئیهٔ ۱۹۷۹) آهنگساز اهل فنلاند بود.
از افتخارات وی میتوان به کسب مدال نقره موسیقی کر و ارکستر در بخش مسابقات هنری بازی‌های المپیک تابستانی ۱۹۴۸ اشاره کرد.